# Mé nahraditelné já
Mé nahraditelné já (v anglickém originále Replaceable You) je 4. díl 23. řady (celkem 490.) amerického animovaného seriálu Simpsonovi. Scénář napsala Stephanie Gillisová a díl režíroval Mark Kirkland. V USA měl premiéru dne 6. listopadu 2011 na stanici Fox Broadcasting Company a v Česku byl poprvé vysílán 3. května 2012 na stanici Prima Cool.
V tomto dílu je Homerovi přidělena pracovní asistentka Roz Davisová, jež Homerovi ale brzy uzurpuje jeho pozici. Homer své místo však lstí následně získá zpět. Bart s Martinem Princem na školní Den vědy mezitím připraví robotické tuleně, které si oblíbí důchodci ze Springfieldského domova důchodců. Radost důchodců se sice nejprve pokusí překazit konsorcium springfieldských podniků, čemuž Bart s pomocí skupiny vědátorů ale nakonec zabrání. Postavu Roz jako host nadabovala americká herečka Jane Lynchová. Díl „Mé nahraditelné já“ sledovalo během premiéry ve Spojených státech amerických přibližně 8 milionů diváků a od kritiků obdržel smíšené recenze.

## Děj
Homer je zpočátku nadšený z toho, že mu byla ve Springfieldské jaderné elektrárně přidělena asistentka Roz Davisová. Během pracovní směny však spolu s Barneym vyrazí na 3D film, což Roz sdělí majiteli elektrárny, panu Burnsovi. Ten Homera potrestá degradováním na asistenta Roz, které současně předá Homerovu pozici. Roz následně okouzlí štamgasty v hospodě U Vočka a Homerovi zároveň přikáže, ať sepíše 100 způsobů, jak mu jeho práci asistenta znepříjemnit. Homer je kvůli tomu smutný a nechce se mu nic dělat. V této špatné náladě ho uvidí Ned Flanders. Tomu Homer začne o Roz vyprávět. Neda přitom šokuje, když zjistí, že Roz zná – dříve totiž oba byli součástí stejné křesťanské skupiny. Když jí Ned přátelským objetím pogratuloval k vítězství v běžeckém závodě, tak zjistil, že Roz nesnese fyzický kontakt s lidmi. Roz posléze v elektrárně získá ocenění „Zaměstnanec tisíciletí“. Homer využije situace a přesvědčí Burnse, aby Roz objal, kvůli čemuž Roz Burnse napadne a on ji propustí. Roz posléze Homera pochválí za to, že je mnohem chytřejší, než očekávala. Homer tomu však nerozumí.
Bart mezitím není připravený na nadcházející Den vědy. Nakonec se rozhodne spolupracovat se svým chytrým spolužákem Martinem Princem a přijde se skvělým nápadem, že na Den vědy vyrobí robotického mazlíčka. Martin poté udělá všechnu práci a skutečně vytvoří robotické a roztomilé mládě tuleně. Ukáže se však, že pokud je s elektrickými obvody robotuleně manipulováno, stává se násilným útočníkem. Tento robotický tuleň vyhraje na Dni vědy první místo, kdežto Líza se se svým projektem umístí jako druhá. Následně jde do Springfieldského domova důchodců, aby si dědovi postěžovala na nespravedlivé hodnocení Dne vědy. Vezme si s sebou robotuleně, který v domově důchodců rozveselí Jaspera. Všichni starší občané pak získají vlastního robotuleně a jsou šťastnější a zdravější. To se ale nelíbí konsorciu místních podniků (vedenému místním pohřebním ústavem), které chce, aby se senioři vrátili zpět k mizernému a nešťastnému životu. Konsorcium se dozví o tom, že při překřížení kabelů se robotuleni stávají nebezpečnými, a tak se všem tuleňům rozhodnou dráty překřížit. Tím dokonce způsobí smrt důchodkyně Alice Glickové, kvůli čemuž šerif Wiggum všechny robotuleně zabaví. Bart a Martin poté požádají o pomoc profesora Frinka, který dá dohromady skupinu vědátorů, jež vzdáleně pronikne do softwaru robotuleňů a opět je nastaví na přátelský režim. Šerif Wiggum poté všechny robotuleně propustí, ti se vrátí do domova důchodců, a senioři jsou opět šťastní.

## Produkce

### Anglické znění

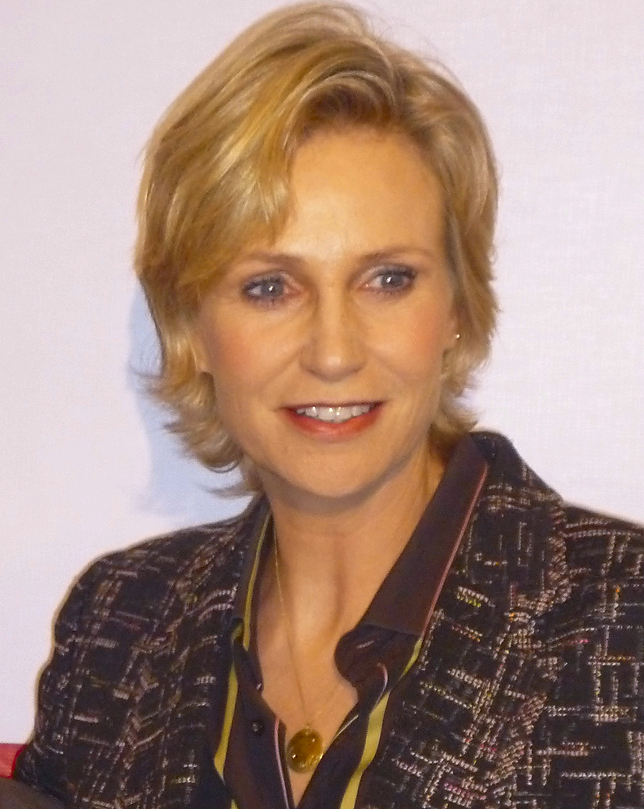
Jane Lynchová jako host namluvila postavu Roz Davisové

Scénář k tomuto dílu napsala Stephanie Gillisová a režíroval jej Mark Kirkland. Americká herečka Jane Lynchová v originálním anglickém znění jako host namluvila postavu Roz Davisové. Showrunner Al Jean v rozhovoru pro Entertainment Weekly poznamenal, že Lynchovou bylo snadné obsadit, protože „dokáže namluvit scénu naštvanou, milou i kombinaci obojího“. Dále zmínil, že produkční tým byl nadšen, když Lynchová roli přijala. Lynchová namluvila scény postavy Roz spolu s Danem Castellanetou, který v původním anglickém znění mluví postavu Homera Simpsona. V rozhovoru pro webovou stránku Hollywood Outbreak uvedla: „Bylo to opravdu úžasné, když jsem se jednou za čas podívala na jeho tvář a řekla jsem si: ‚Bože můj, to je to ten člověk, který dabuje Homera.‘ “ Lynchová dodala: „Měla jsem se nejlépe, jak to jen šlo. Šla bych do toho znovu a znovu. Tohle je v mé kariéře velký milník. Považuji to za velkou věc.“ V rozhovoru pro Fox All Access Lynchová prozradila, že je dlouholetou fanynkou seriálu: „Začala jsem je [Simpsonovi] sledovat před dvaceti lety. Pamatuji si první řadu seriálu a vybavuji si momenty z jednotlivých dílů. Myslela jsem si, že to byla revoluční komedie. Opravdu jsem to milovala.“
Stejně jako u většiny dílů Simpsonových, i k této epizodě složil hudbu Alf Clausen a zvukařem byl Chris Ledesma. V blogu Chrise Ledesmy tvůrci před premiérou dílu odhalili, že bude obsahovat valčík Povídky z Vídeňského lesa od Johanna Strausse mladšího a také narážku na hlavní hudební motiv filmu Chyť mě, když to dokážeš. V dílu je také několik dalších odkazů na populární kulturu. Homer v pracovní době například zajde na 3D film Policajt od rybníka, což je parodie na film z roku 2009 Policajt ze sámošky. Je v něm také krátký záběr na snímek postavy Bendera z příbuzného animovaného televizního seriálu Futurama. Mimo to je v dílu odkaz na roboty Paro, kteří mají emočně podporovat pacienty v nemocnicích, podobně jako v tomto dílu robotuleni rozveselují důchodce.

### České znění
Režisérem a úpravcem dialogů českého znění byl Zdeněk Štěpán, díl přeložil Vojtěch Kostiha. České znění vyrobila společnost FTV Prima v roce 2012.

## Vydání
Díl „Mé nahraditelné já“ ve Spojených státech dne 6. listopadu 2011 poprvé vysílala televizní stanice Fox. Během premiéry sledovalo díl přibližně 8 milionů lidí. Rating sledovanosti v divácké věkové skupině 18–49 let činil 3,7 bodu (což je o 8 % méně než předchozí díl) a podíl sledovanosti dosáhl 10 %. Simpsonovi se ten večer stali nejsledovanější součástí programového bloku Animation Domination, a to v celkovém počtu diváků, i ve sledovanosti ve věkové skupině 18–49, což překonalo například nové díly Griffinových, Amerického táty nebo Allena Gregoryho. V týdnu od 31. října do 6. listopadu skončil díl „Mé nahraditelné já“ na 15. místě v žebříčku sledovanosti ve věkové skupině 18–49 mezi pořady v hlavním vysílacím čase ve Spojených státech.

### Kritika
Díl „Mé nahraditelně já“ obdržel od televizních kritiků smíšené recenze. Josh Harrison z Ology psal o dílu pozitivně a dal mu osm bodů z deseti. Podle něj tento díl naštěstí nebyl tak zvrácený, jak by mohl být. Uvedl, že na rozdíl od Speciálních čarodějnických dílů se mu díl „Mé nahraditelné já“ líbil a těší se na další díly Simpsonových.
Stephanie Krikorianová z časopisu The Wall Street Journal řekla, že výkon hostující Jane Lynchové se v týdnu 6.–13. listopadu 2011 stal vrcholem televizního vysílání. Napsala: „Jednoduše řečeno, Jane Lynchová je v televizi skvělá. I animovanou postavou Roz stálo za to sledovat. Ani její role intrikánky v tomto týdnu nebyla výjimkou, takže její výkon je podle mě jeden z nejlepších okamžiků z televizních pořadů tohoto týdne.“
Hayden Childs, kritik The A.V. Club, byl negativnější a díl ohodnotil známkou C−. Kritizoval dvě dějové linie a nedostatek dobrých vtipů. Napsal, že tento díl sice měl dobrý „komický námět“, avšak scenáristé děj nedokázali vtipně interpretovat. V komentáři k Rozině zradě se Childs vyjádřil takto: „Existuje určitá komická možnost a význam v tom, že někdo Homera v elektrárně zradí. Ambiciózní kolegové zradili v zaměstnání už hodně lidí. Bohužel ale Homer nemusí být nejlepší postavou pro takovouto zápletku. Je to totiž špatný zaměstnanec, který si zaslouží, aby ho jeho podřízený zradil. Skutečnost, že Roz je sobecká a zlá, tomuto dílu neprospívá. Ano, je to druh člověka, který by rád někoho bodl do zad pro vlastní prospěch, ale Homer si o to koledoval. Takže, kde je vtip?“